# كارل ريختر (لاعب رماية)
كارل ريختر (بالسويدية: Karl Richter)‏ هو لاعب رماية سويدي، ولد في 14 ديسمبر 1876 في Botkyrka parish ‏ في السويد، وتوفي في 30 نوفمبر 1959 في Adolf Fredriks parish ‏ في السويد.

## وصلات خارجية
- كارل ريختر على موقع أوليمبيديا (الإنجليزية)
- كارل ريختر على موقع اللجنة الأولمبية السويدية (السويدية)